# Motion Picture Sound Editors
Motion Picture Sound Editors (сокр. MPSE; в переводе с англ. — «Звукомонтажёры кино») — некоммерческая профессиональная организация, объединяющая звукомонтажёров, аудиомонтажёров и шумовиков, работающих в области кино и телевидения. Основана в 1953 году. Членство в MPSE одобряется специальным комитетом после формальной процедуры принятия. Целью MPSE является реклама и продвижение работ членов MPSE, представление их интересов в области кино и налаживание обмена опытом между ними. Ежегодно, начиная с 1954 года, MPSE проводит церемонию вручения кинопремии Golden Reel Awards (в переводе с англ. — «Золотая катушка») за достижения в области работы над звуком для кино и телевидения.

## Golden Reel Awards
Первая церемония награды прошла 17 марта 1954 года, в ходе которой первая награда новоявленной кинопремии была вручена команде инженеров, работавшей над озвучкой фильма «Война миров». В 2003 году, в честь юбилея, в 50-й церемонии приняла участие и актриса Пэт Кроули, которая в 1954 году вместе с кинорежиссёром Сесилем Де Миллем вручила первым победителям приз.
Сама премия присуждается за достижения в области монтажа диалогов, дублирования, создания звуковых эффектов, шумов и музыкального сопровождения. Однако, в ходе церемонии вручается ещё и специальная награда Filmmaker Award (в пер. с англ.  Награда создателю кино), присуждаемая создателям фильмов за новаторство и технические достижения в их фильмах. Данной премии удостаивались такие режиссёры как Энг Ли и Джеймс Кэмерон.

## Обучение
MPSE поддерживает не только уже состоявшихся и именитых специалистов, но и студентов, только начинающих свою карьеру. Например, MPSE участвует в инициативе Ethel Crutcher Scholarship Фонда Этель Кратчер (англ. Ethel Crutcher Trust Fund), в частности, MPSE спонсирует показ студенческих работ в канун проведения церемонии Golden Reel Awards, а на самой церемонии вручает специальную премию для студентов Verna Fields Award for Student Sound Editing (иногда упоминается как The Student Award), названную в честь прославленной монтажёрши Верны Филдс.